# Котовка (Самарівський район)
Кото́вка — село в Магдалинівській селищній громаді Самарівського району Дніпропетровської області. Населення за переписом 2001 року становить 2 689 осіб. Орган місцевого самоврядування — Котовська сільська рада.

## Географія
Село Котовка знаходиться на півночі області на межі з Полтавською областю, на правому березі каналу Дніпро — Донбас біля витоків річки Заплавка. Вище за течією каналу на відстані 2,5 км розташоване село Минівка, на протилежному березі — село Степанівка. Річки в цьому місці звивисті, утворюють лимани, стариці та заболочені озера. Через село проходять автомобільні дороги Т 0412 та О040410.

## Археологія
Археологічні знахідки свідчать, що територія на місці сучасної Котовки була заселена у стародавні часи. Тут виявлено стоянку часів неоліту (V—IV тисячоліття до н. е.), розкопано кургани з похованнями епохи бронзи. Вздовж озера Лиман, що неподалік села, було знайдено залишки поселень ранніх слов'ян II—V і VII—IX століть. А 1970 року на лівому березі Орелі біля села Котовка експедиція Дмитра Телегіна знайшла залишки пеньківського поселення у вигляді скупчень ліпної товстостінної кераміки.

## Історія
Виникнення сучасного поселення пов'язане із запорізьким козаком Василем Котом, який першим поселився на горбовині між озерами Плавами і Лебединкою. Згодом сюди перебралися сімейні козаки із Запоріжжя та переселенці з Полтавщини.
Поселення під назвою Котовка вперше з'являється на карті Запорожжя 1770 року. 1775 року згадується як містечко у складі Орільської паланки Запорозької Січі. 1774 року тут налічувалось 74 двори.
Більшу частину населення Котовки становили селяни-втікачі з Полтавщини і Слобожанщини. 1771 року Гадяцька полкова канцелярія вела листування з Кошем з приводу втечі до слободи Котовки Орільської паланки казака Волощенка, який прибув сюди на 3-х возах з хлібом, майном, разом з двома робітниками.
1772 року містечко Котовка згадувалось у зв'язку з переселенням туди значної групи селян Гадяцького полку, які повстали проти поміщика Милорадовича і втекли на запорозькі землі.
У 1766-1775 роках входило до складу Протовчанської паланки.

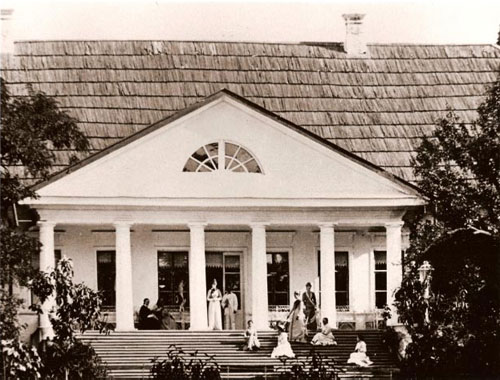
Поміщицький маєток Алєксєєвих

Після ліквідації Січі Котовка перейшла у власність гвардійського полковника Л. Алексєєва. У документах 1785 року згадується як слобода Олексопільського повіту Катеринославського намісництва, а з 1797 року — Новомосковського повіту. 1791 року в Котовці у 135 дворах проживало 1 796 жителів. Власник Котовки — дійсний статський радник Д. Алєксєєв — був одним з найбагташих поміщиків Катеринославської губернії, володів понад 12 тисячами десятин землі та 2 тисячами кріпаків. Поміщицьке господарство займалось вирощуванням зернових, розведенням овець. За даними 1848 року при економії маєтку діяли винокурний, пивоварний та два цегельних заводи.
Через Котовку пролягали чумацькі шляхи з Полтави та Харкова на Катеринослав і Новомосковськ. Це сприяло розвитку торгівлі у селі. Щотижня по п'ятницях і неділях тут відбувались базари, 4 рази на рік проходили ярмарки. На початку 19 століття італієць Конфароні заснував на березі Орілі торговельну контору. Він скуповував пшеницю і льон та відправляв на Бердянськ.
1885 року Котовка мала статус містечка та була центром Котовської волості Новомосковського повіту. Тут проживало 2 436 осіб, об'єднаних у 4 громади. Наслідки селянської реформи 1861 року призвели до розшарування населення за майновим становищем. Багато бідняків із села виїжджали на роботу на заводи і фабрики Катеринослава, на рудники Кривого Рога, будівництво Херсонської залізниці.
На початку XX століття населення Котовки становило 3 453 жителі, а станом на 1908 рік — 4 284. В селі працювали 2 церковнопарафіяльні і одна земська школа (відкрита 1874 року). 1903 року була побудована лікарня на 20 місць, яку обслуговували 2 лікарів та 5 фельдшерів.
Котовка також була відома завдяки орнаментальному розпису хат (ззовні і всередині) і господарських споруд, для чого використовувались місцеві глини.
Під час Першої світової війни і громадянської війни 1917—1919 років Котоку неодноразово захоплювали війська різних армій: німецько-австрійські, УНР, більшовицькі, білогвардійські. У грудні 1919 року остаточно встановлено радянську владу.
Село стало центром району спочатку у складі Красноградської округи, з 1925 року — Катеринославської округи, а з 1935 року у складі Дніпропетровської області.
В ході колективізації у Котовці було створено колгоспи, на 1930 рік їх було 6. У 1935 році відкрито стаціонарну лікарню. З 1937 по 1941 секретарем Котівського райкому партії працював Карпо Родіонович Волобуєв
У часи Другої світової війни з 5 жовтня 1941 року по 21 вересня 1943 року село було окуповане нацистськими військами і з 1 вересня 1942 року належало до Петриківського ґебіту.
Після закінчення війни почалась відбудова господарства села. 1944 року було поновлено роботу цегельного заводу. Колгоспи села було об'єднано у два — ім. Котовського та ім. Ворошилова. 1958 року Котовка увійшла до складу Магдалинівського району.
Крім колгоспів у Котовці діяли маслозавод (до 1975 року), хлібозавод (до 1999 року), підприємство Ліктресту УРСР із заготівлі лікарських рослин.
1989 року за переписом тут проживало приблизно 2900 осіб.

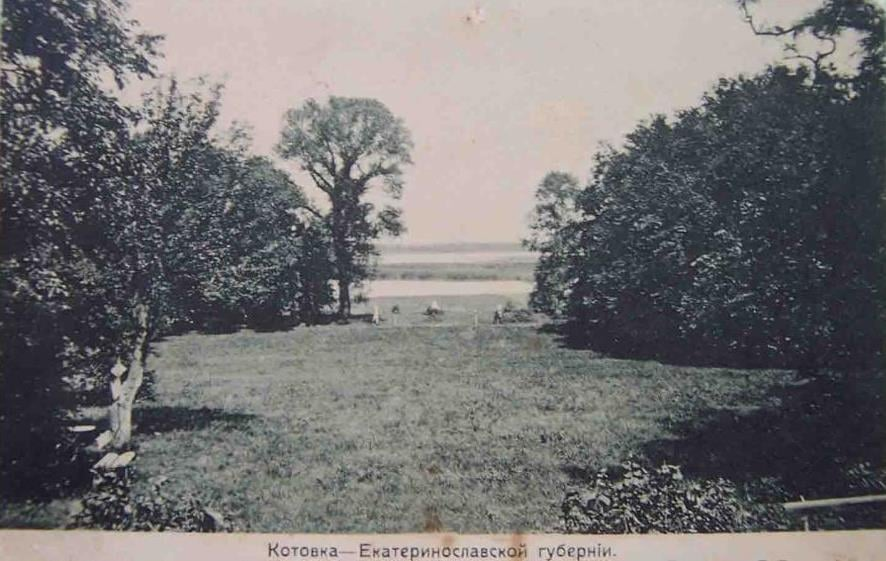

До 2019 року було центром  Котовської сільської ради.

## Населення

### Мова
Розподіл населення за рідною мовою за даними перепису 2001 року:
| Мова            | Кількість | Відсоток |
| --------------- | --------- | -------- |
| українська      | 2543      | 94.57%   |
| російська       | 98        | 3.63%    |
| румунська       | 8         | 0.30%    |
| білоруська      | 5         | 0.19%    |
| вірменська      | 4         | 0.15%    |
| польська        | 1         | 0.04%    |
| інші/не вказали | 30        | 1.12%    |
| Усього          | 2689      | 100%     |

## Економіка
- Цегельний завод;
- пожежна частина;
- підприємство «Бойня»;
- Маслозавод;
- відділення «Лекрас пром трест»;
- хлібопекарня;
- агрофірма «Котовка» — структурний підрозділ корпорації «Агро Овен», декілька дрібних господарств.

## Заклади соціальної сфери
- Котовська середня загальноосвітня школа ім. братів-партизанів Гейків;
- Котовська загальноосвітня середня спеціальна допоміжна школа-інтернат;
- Дитячий дошкільний заклад «Веселка»;
- Котовська дільнична лікарня зі стаціонарним пологовим відділеням;
- Будинок культури;
- Сільська бібліотека;
- філія Магдалинівської музичної школи;
- станція юних натуралістів.

## Відомі уродженці
- Голенко Майя Федорівна — бандуристка, заслужена артистка УРСР.
- Іванов Сергій Володимирович — член-кореспондент НАН України, заслужений діяч науки і техніки України, академік Академії економічних наук України.
- Кібець Іван Михайлович — вчитель, літератор, краєзнавець, народний умілець.
- Кібець Юрій Іванович — український поет.
- Малюга Григорій Васильович (1914—2000) — радянський військовий і український громадський діяч.
- Савченко Роман Михайлович — сержант Збройних сил України, учасник російсько-української війни 2014—2015 років.
- Свічаревська Ганна Олексіївна (1888—1967) — українська громадська діячка.